# Van Hool A600
Le Van Hool A600 est un autobus de la marque Van Hool. Il est le successeur du Van Hool A120 et sera remplacé par le Van Hool NewA600. Il fut produit de 1989 à 2001 et a reçu un relooking en 1997.

## Historique

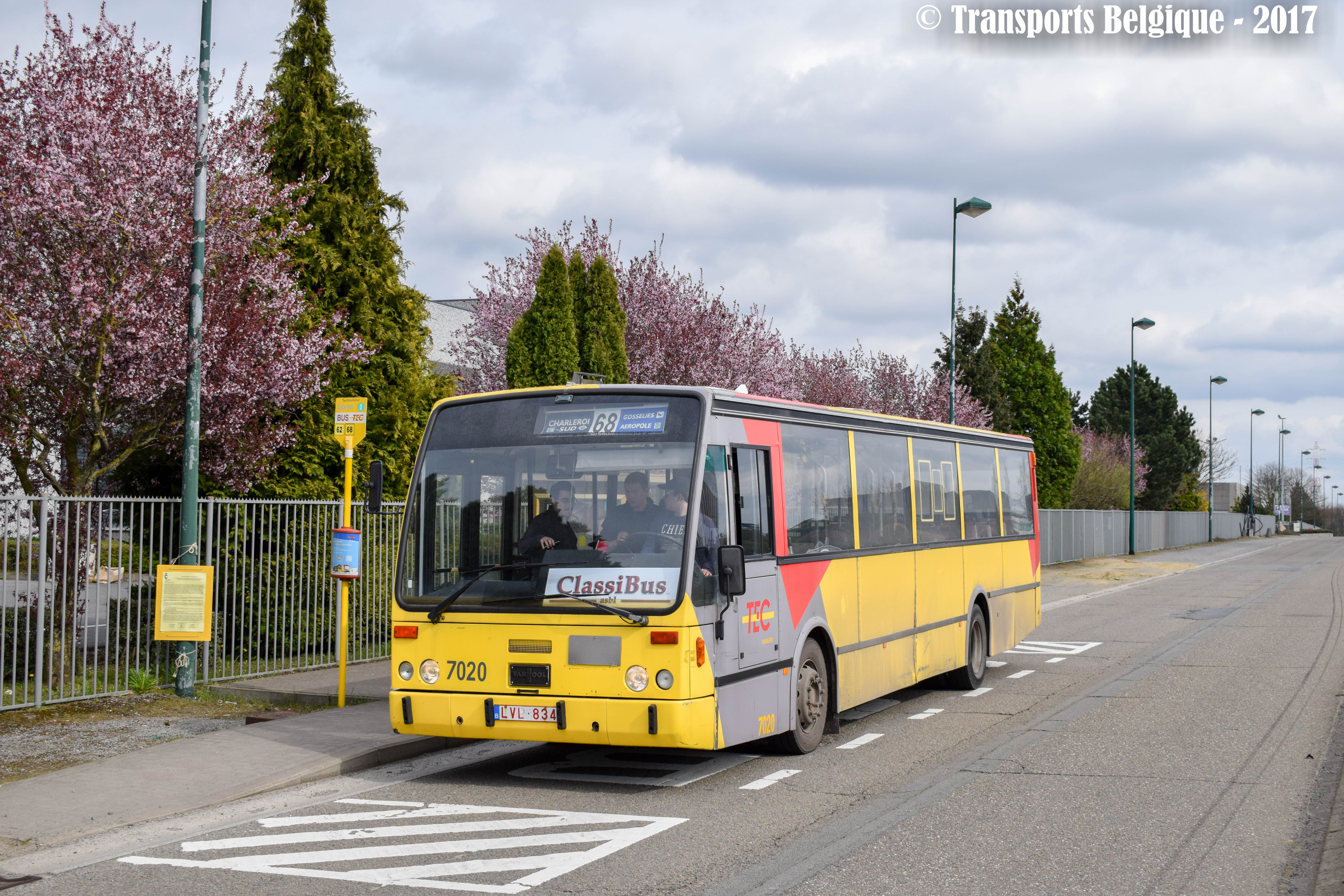
Van Hool A600 phase I de 1992.

Outre le développement de l'A280, Van Hool a été la fin des années aussi à la recherche d'un successeur pour son A120. En 1989, Van Hool présente l'A600. Comme pour l'A120 le moteur est à l'arrière en porte-à-faux, sous le plancher. L'A600 était motorisé, au choix, par DAF ou MAN.
En 1992, Van Hool porte l'A600 sur châssis externe. Cette version porte le nom de Linea.

### Le relooking

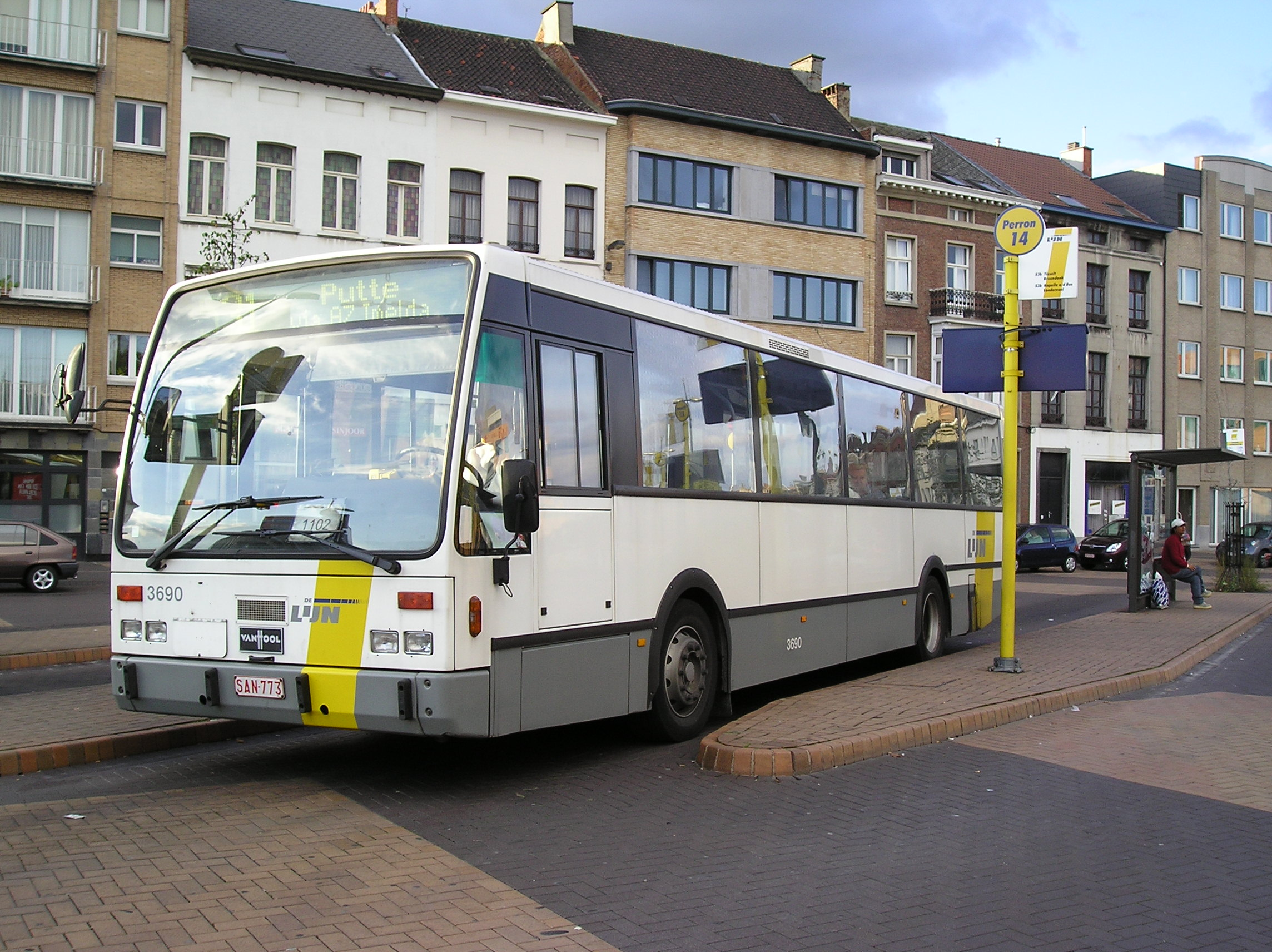
Van Hool phase II

Jusqu'à présent, les A600 avaient deux autres caractéristiques : la bande noire au-dessus des fenêtres et le pare-brise fortement courbé. En outre, la forme de la lunette arrière fortement arrondie. Ces caractéristiques disparaîtront fin 1997. La bande noire disparaît et le pare-brise est moins fortement courbé. Le premier bus roulant avec ces caractéristiques est le Siau 263116 (221439 aujourd'hui).
Les mêmes caractéristiques peuvent également être trouvées dans certaines nouvelles séries de Lijn : 3432-3439, 3510-3576, 3584-3654 et 3655-3664. Tous ces bus ont un moteur DAF GS160M.
Seulement plus tard, dans les deux dernières séries d'A600 De Lijn : 3689-3728 et 3813-3820, le moteur MAN D0826 LUH12 apparaît.
Les exploitants étaient avides des A600 : au total,  il y en a environ 200 avec les « nouvelles » caractéristiques.
Le dernier A600 à destination d'un opérateur belge était le Polder 1382 (maintenant Melotte 441575).
En 2001, Van Hool présente le successeur de l'A600 : le NewA600.

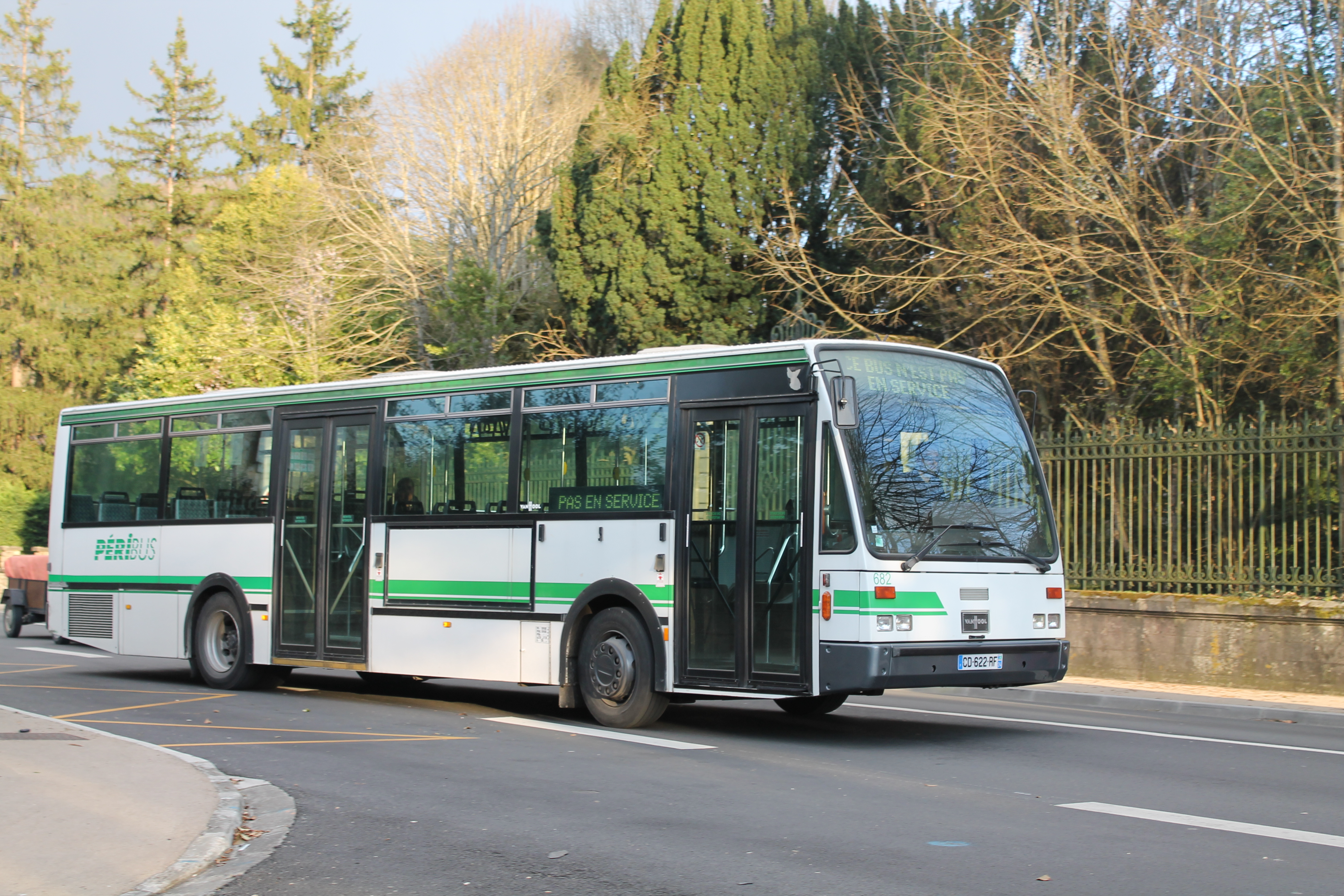
Van Hool A600 du réseau Péribus

## Caractéristiques

### Motorisation
Liste des moteurs pouvant être équipé sur l'A600 :
- DAF LS160H
- DAF LT160M
- DAF GS160M
- MAN D2566
- MAN D2866
- MAN D2865 LUH06
- MAN D2865 LUH10
- MAN D0826 LUH05
- Mercedes-Benz OM442A

### Aménagement

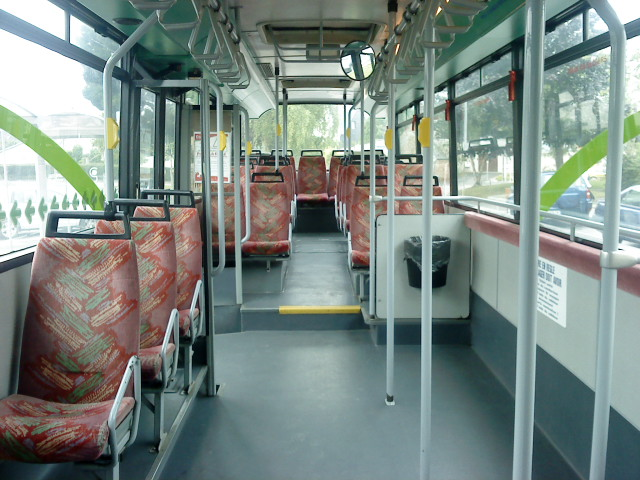
Vue intérieur

## Exploitants

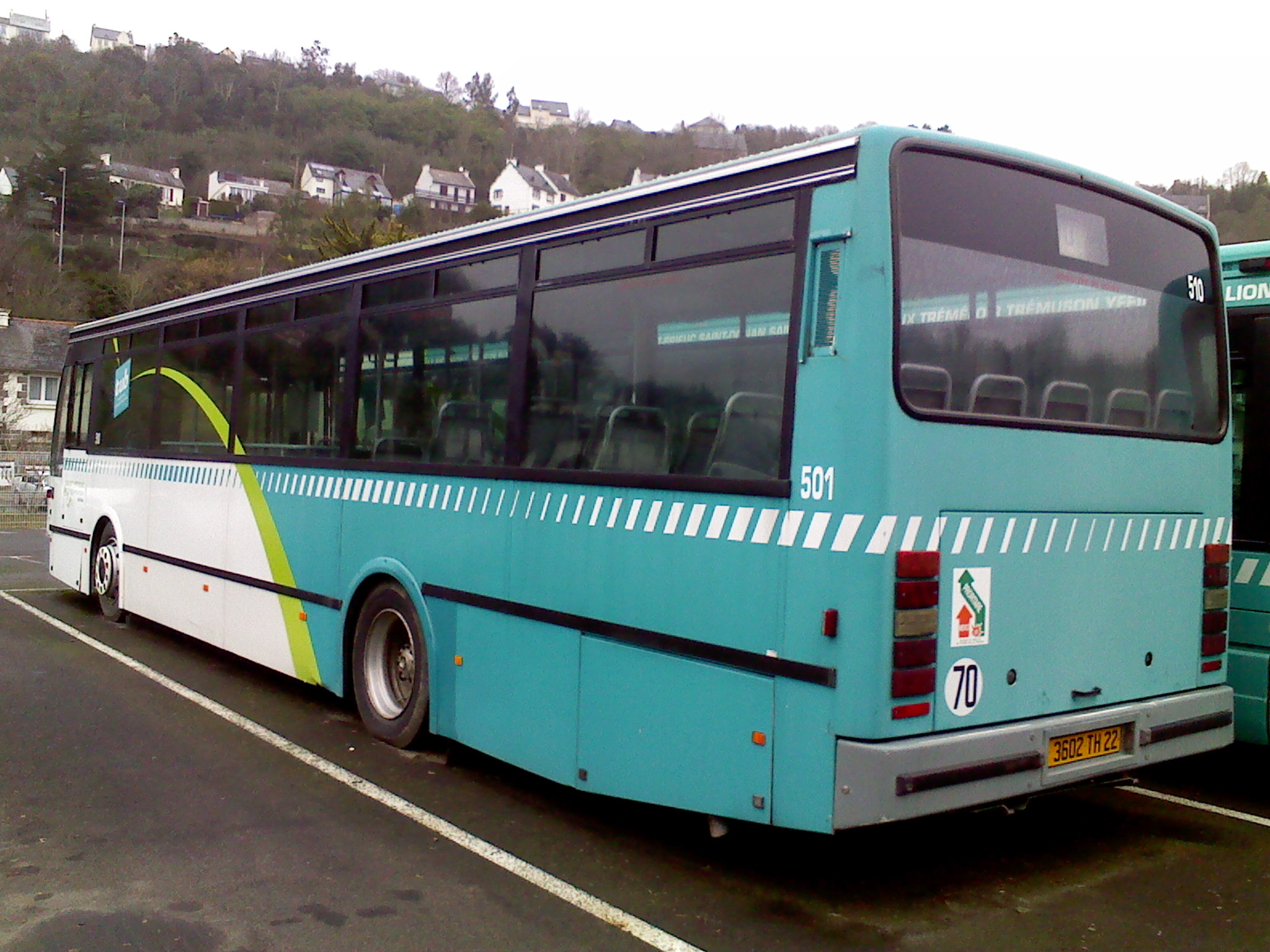
Van Hool A600 phase I de la ville de Saint-Brieuc.

La majorité des A600 produits ont été vendus en Belgique. Seulement cinquante exemplaires ont été vendus à l'étranger.
- Belgique

Le premier A600 sera livré en novembre 1989 à deux exploitants.
Il s'agit des
- 754130[9] au Garage du Perron
- 856134[10] chez Heidebloem.

Un prototype a également été testé à la STIL (Liège).
Bientôt suivi d'une commande de la SNCV. Ce fut la série 2356-2470 (MAN). Deux bus de cette série, les 2357 et 2358, ont un moteur MAN D2866 à la place du D2566. Ces deux véhicules ont circulé dans le Luxembourg.
Une partie de cette série a été à livrée orange (tranche napolitaine) , l'autre partie directement en livrée blanche 1988 ("Adidas").
La série suivante a été commandée par la SNCV (série 2484-2658) mais fut livrée au sociétés de transports issues de la régionalisation: De Lijn et la SRWT. Les véhicules 2484 à 2547 sont allés à certaines entités de TEC, les 2548 à 2658 à De Lijn. Peu de temps après, une commande complémentaire fut placée (série 2684-2686 et 2735). Ceux-ci ont été livrés directement au TEC Namur-Luxembourg.
La STIL a également placé une commande pour une série motorisée par MAN. Cette série a obtenu les numéros 401 à 490. Ils ont été acquis en 1991 par le TEC Liège-Verviers.
Les opérateurs ont sauté sur l'A600. Entre 1989 et 1991, quelque 80 exemplaires ont été vendus à diverses entreprises. Ceux-ci étaient motorisés soit par DAF soit par MAN.
À partir de 1993 (numéro de châssis 22900), les phares ronds sont remplacés par des optiques rectangulaires. Le premier bus qui avait cette caractéristique est le Voeght 958134 (aujourd'hui 331334). Les séries suivantes commandées par De Lijn ont aussi cette caractéristique: 2818-2896, 2921-2957, 3151-3186.
Ces séries ont été construites consécutivement. Il est vrai que la dernière série a reçu un autre moteur DAF (LS160M la place de l'habituel LT160H).
En 1993, nous voyons aussi l'émergence de trois nouveaux types de moteurs MAN: LUH06 D2865, D2865 et D0826 LUH10 LUH05. Ceux-ci sont généralement utilisés pour les A600 destinés à différents opérateurs. Certains A600 ont reçu un moteur Mercedes (Peeters 963117, construit en 1995). En 1996, Van Hool propose un nouveau moteur DAF: le GS160M remplace progressivement le LT160H.
Le dernier A600/1 à avoir subsisté est le 7020 du TEC Charleroi, matricule SNCV 2.521 et TEC Liège-Verviers 5.511 prêté à Charleroi en 2010 à la suite de l'incendie de plus de 20 véhicules au dépôt de GENSON. Il sera déclassé début février 2017 et entrera dans la collection de l'association Classibus le 29/03/2017. Malheureusement, 2 semaines après sa sauvegarde, il fut incendié par des vandales ce qui rendit le véhicule totalement inexploitable.
- France

Le réseau de Saint-Brieuc utilisa quatre A600.
Le réseau de Périgueux utilisa également quelque A600.